# Chris Paul
Christopher Emmanuel „Chris“ Paul (* 6. Mai 1985 in Lewisville, North Carolina) ist ein US-amerikanischer Basketballspieler, der zurzeit bei den Los Angeles Clippers in der NBA unter Vertrag steht. Der 1,83 Meter große Point Guard spielte von 2005 bis 2011 für die New Orleans Hornets und von 2011 bis 2017 bereits für die Los Angeles Clippers. Anschließend hatte er Stationen bei den Rockets, Thunder, Suns und Warriors.
Mit der Nationalmannschaft der USA gewann er 2006 bei der Weltmeisterschaft in Japan die Bronzemedaille und bei den Olympischen Spielen 2008 in Peking und 2012 in London die Goldmedaille. Er gilt als einer der besten Aufbauspieler der NBA-Geschichte.

## Karriere

### High School
Chris Paul wurde in Lewisville im US-Bundesstaat North Carolina geboren und besuchte die West Forsyth High School in der Nachbarstadt Clemmons. Er spielte für die Schulmannschaft und wurde mit der Auszeichnung „Mr. Basketball“ von North Carolina im Jahr 2003 und einer All-American-Nominierung im Jahr 2005 geehrt. Seine bis dahin größte Leistung gelang Paul im Frühjahr 2003, als er 61 Punkte in einem Highschool-Spiel erzielte und jeden einzelnen Punkt seinem Großvater widmete, der kurz zuvor im Alter von 61 Jahren von zwei Jugendlichen erschlagen worden war. In seinem letzten Spieljahr als Schüler erzielte Paul im Schnitt 30,8 Punkte, 8 Korbvorlagen, 6 Ballgewinne und 5 Rebounds je Begegnung.

### College
Paul besuchte zwei Jahre lang die Wake Forest University in North Carolina. Seine Statistik an der Universität betrug: 15,1 Punkte, 6,2 Assists und 4,0 Rebounds pro Spiel. In seinem Freshman-Jahr wurde er zum ACC Rookie of the Year gewählt.

### New Orleans Hornets (2005 bis 2011)

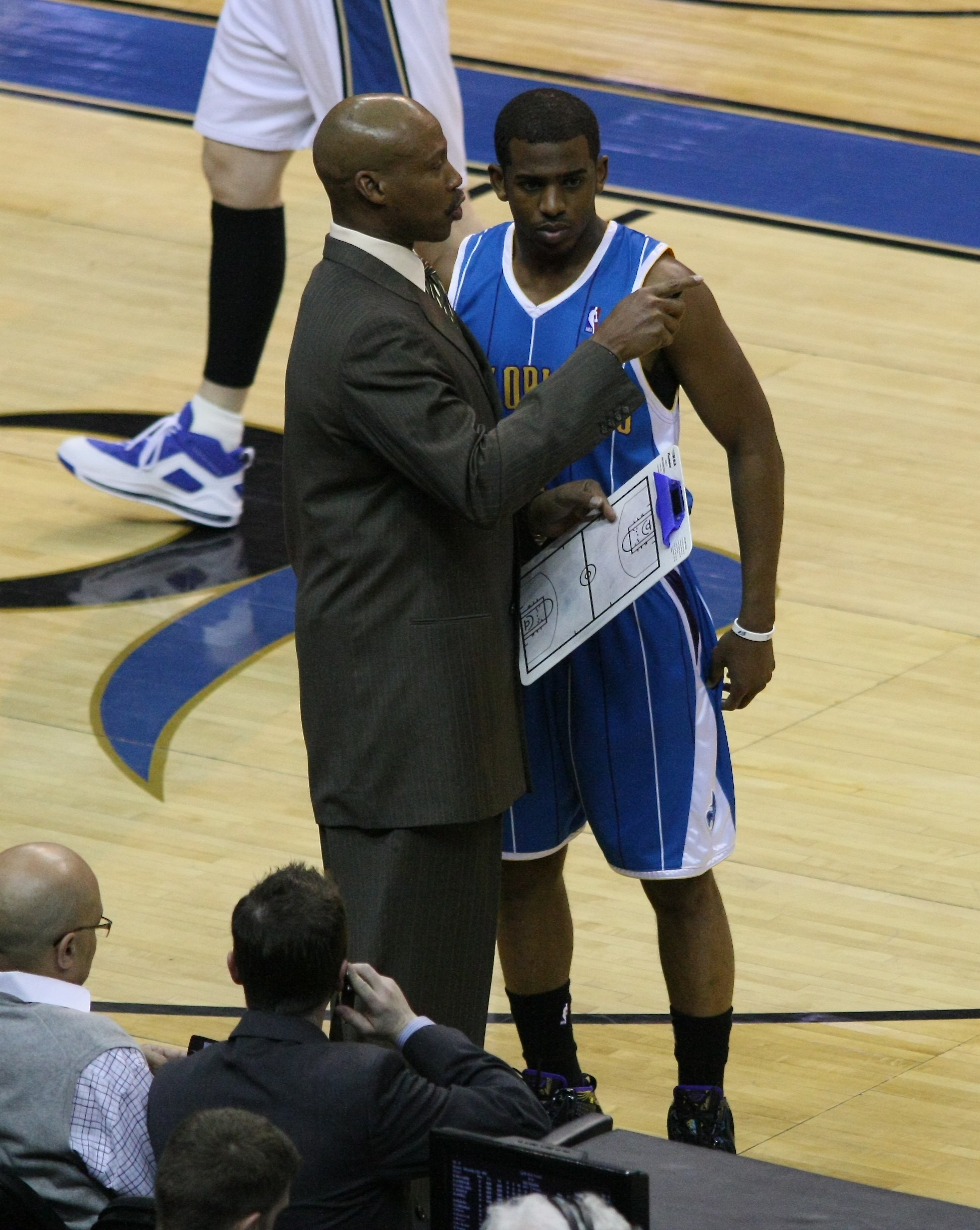
Paul und Hornets-Trainer Byron Scott (2009)

Paul wurde an vierter Stelle in der NBA-Draft 2005 von den New Orleans Hornets ausgewählt. Aufgrund der Verwüstung, die Hurricane Katrina in New Orleans hinterließ, mussten die Hornets in der ersten Saison von Pauls NBA-Karriere für alle bis auf drei ihrer Heimspiele nach Oklahoma City ausweichen. Paul machte bereits in seiner ersten Saison auf sich aufmerksam, indem er die meisten Punkte (16,1), Assists (7,8) und Steals pro Spiel unter allen Rookies verbuchte. Folgerichtig wurde er auch zum NBA Rookie of the Year 2006 gewählt. Er wurde ebenfalls in das NBA All-Rookie First Team 2006 gewählt.
Auch in der folgenden Saison 2006/07 mussten die Hornets ihre Heimspiele in Oklahoma City absolvieren. Paul musste verletzungsbedingt 18 Spiele aussetzen, schaffte es aber seinen Punkteschnitt auf 17,3 Punkte pro Spiel und seinen Wert auf 8,9 Assists pro Spiel zu heben. Er wurde als Sophomore in die Rookie Challenge 2007 geladen und verzeichnete dort 17 Assists und 9 Steals, beides waren Bestwerte dieses Wettbewerbs. Erst in der folgenden Saison konnten die Hornets nach New Orleans zurückkehren.
Paul spielte sich mit seinen 21,1 Punkten, 11,6 Assists und 2,71 Steals pro Spiel zu einem der Superstars der Liga hoch. Sein Schnitt bei den Assists und Steals wurde in der NBA-Saison von niemandem überboten. In dieser Saison erreichte er im Spiel gegen die Los Angeles Lakers am 6. November 2007 mit 21 Assists seinen  bisherigen Karrierebestwert. Er wurde in das NBA All-Star Game 2008 gewählt, welches in dieser Saison ebenfalls in New Orleans stattfand. Er konnte dem Spiel mit 16 Punkten, 14 Assists und 5 Steals seinen Stempel aufdrücken, doch letztlich unterlagen die Western Conference All-Stars ihren Kollegen aus der Eastern Conference. Erstmals seit der Saison 2003/04 konnten sich die Hornets mit 56 Siegen auch wieder für die NBA Play-offs qualifizieren. Bei der Wahl zum wertvollsten Spieler der regulären Saison wurde Paul Zweiter hinter Kobe Bryant. Paul wurde in das All-NBA First Team gewählt. In seinem Play-off-Debüt erzielte Paul 35 Punkte, 10 Assists und 4 Steals gegen die Dallas Mavericks. In seinem zweiten Spiel stellte er mit 17 Assists einen Hornets Teamrekord auf und führte seine Mannschaft erneut zum Sieg. Nach fünf Spielen ging es für die Hornets weiter in die zweite Runde, wo sie in sieben Spielen gegen die San Antonio Spurs verloren.

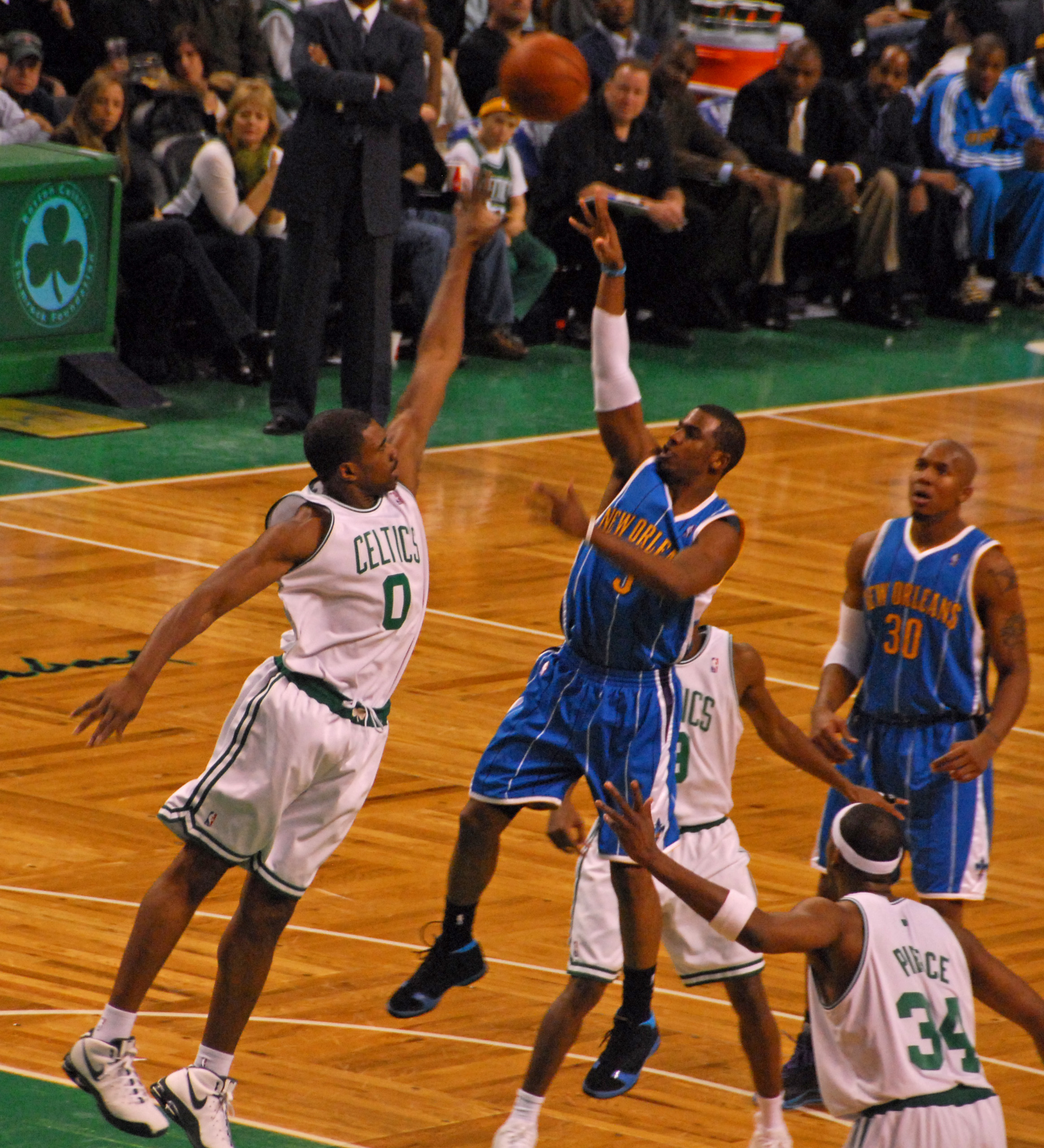
Paul beim Wurfversuch (2008)

In der NBA-Saison 2008/09 führte Paul die NBA erneut in Assists und Steals an, während er seinen Punkteschnitt auf 22,8 Punkte pro Spiel erhöhen konnte. Er wurde erneut in das NBA All-Star Game gewählt. Am 9. November 2008 brach er den NBA-Rekord von Oscar Robertson, indem er in den ersten sechs Saisonspielen jeweils ein Double-Double schaffte. Nur 38 Tage später, am 17. Dezember 2008, brach er mit seinem 106. Spiel in Folge, in dem ihm ein Steal gelang, den seit 1986 bestehenden NBA-Rekord von Alvin Robertson. Paul wurde in das NBA All-Defensive First Team und das All-NBA Second Team gewählt.
Die NBA-Saison 2009/10 trennten sich die Hornets von Coach Byron Scott und ersetzten ihn durch den General Manager der Hornets, Jeff Bower. Paul war in dieser Saison stark durch Verletzungen eingeschränkt und musste acht Wochen lang aussetzen. Er wurde erneut zum NBA All-Star gewählt, musste jedoch verletzungsbedingt bei dem Spiel aussetzen. Er kam bei der MVP-Wahl auf den dritten Platz.
Im Spieljahr 2010/11 erreichte Paul mit seiner Mannschaft zwar wieder die Play-offs, scheiterte in der ersten Runde aber an den Los Angeles Lakers. Paul wurde für seine Leistungen ins All-NBA Third Team gewählt.

### Los Angeles Clippers (2011 bis 2017)

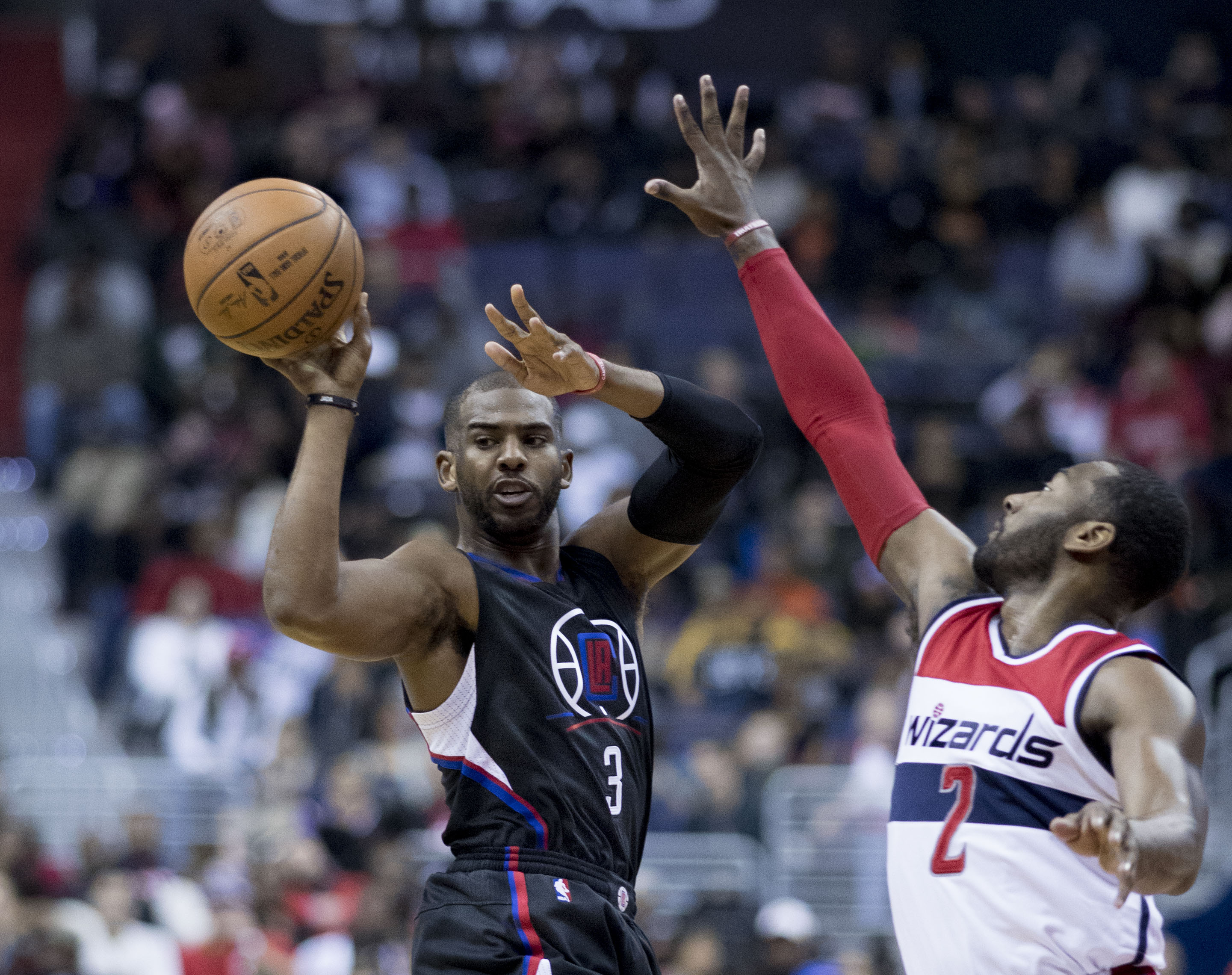
Paul im Trikot der Clippers, verteidigt von John Wall

Nach dem Ende des Lockouts während der Sommerpause gab es innerhalb der Liga viele Gerüchte, dass Paul die Hornets verlassen werde. Zunächst gab es einen angedachten Tausch zwischen den Hornets und den Lakers aus Los Angeles, doch diesem Geschäft wurde von Seiten der NBA nicht zugestimmt. Schließlich wechselte Paul zu den Los Angeles Clippers. Im Gegenzug erhielten die Hornets Eric Gordon, Chris Kaman, Al-Farouq Aminu und einen Pick in der Draft 2012 von den Minnesota Timberwolves. Paul spielte in Los Angeles an der Seite von Blake Griffin und DeAndre Jordan. Er gewann beim NBA All-Star Game 2013 die MVP-Auszeichnung als bester Spieler des Spiels.
Während der Saison 2012/13 lehnte Paul eine Vertragsverlängerung bei den Clippers ab. Nach der Saison unterschrieb er einen Fünfjahresvertrag mit einem Gesamtgehalt von 107 Millionen US-Dollar. Die beiden darauffolgenden Jahre führte Paul die NBA in Assists je Begegnung an. Mit den Clippers erreichte er sowohl 2014 wie auch 2015 die Playoffs, jedoch schieden die Kalifornier jeweils in der zweiten Playoffsrunde aus.
2016 hatten die Clippers mit vielen Verletzungen zu kämpfen. Paul brach sich in der Playoffserie gegen die Portland Trailblazers die Hand. Ohne Paul verloren die Clippers die letzten beiden Spiele und schieden in der ersten Runde aus. Auch in der darauffolgenden Saison qualifizierten sich die Clippers mit Paul für die Playoffs. Paul spielte diese Serie mit. Doch trotz Heimvorteil in der ersten Runde gegen die Utah Jazz schieden die Clippers mit 3:4 aus.

### Houston Rockets (2017 bis 2019)
Im Sommer 2017 wurde Paul von den Los Angeles Clippers an die Houston Rockets abgegeben. Wenige Tage zuvor hatte Paul angekündigt, seine Spieleroption für eine automatische, einjährige Vertragsverlängerung nicht zu ziehen, was bedeutet hätte, dass er ohne Gegenwert die Clippers als ungeschützter Free Agent hätte verlassen dürfen. Für den Transfer zog er die Spieleroption und ermöglichte somit den Tausch zu den Rockets. Im Gegenzug erhielten die Clippers Lou Williams, Patrick Beverley, Sam Dekker und Montrezl Harrell von den Rockets. Paul verblieb zwei Jahre bei den Rockets. Er bildete mit James Harden einen starken Backcourt und erreichte 2018 zum ersten Mal in seiner Karriere die Conference-Finals, in denen man jedoch den Golden State Warriors unterlag. Im Sommer 2018 unterschrieb er zudem einen mit 160 Millionen US-Dollar dotierten Vierjahresvertrag bei den Rockets. In der Saison 2018/19 führte Paul Houston erneut in die Playoffs, scheiterte mit seinem Team aber in der 2. Playoffrunde erneut an den Golden State Warriors.

### Oklahoma Thunder (2019 bis 2020)
Im Sommer 2019 wurde Paul in einem Paket, welches unter anderem Russell Westbrook enthielt, zu den Oklahoma City Thunder transferiert.

### Phoenix Suns (2020 bis 2023)
Im November 2020 wurde Paul mit Abdel Nader für Kelly Oubre Jr., Ricky Rubio, Ty Jerome, Jalen Lecque und ein Auswahlrecht im NBA-Draftverfahren 2022 an die Phoenix Suns abgegeben.
Paul spielte bei den Phoenix Suns eine sehr erfolgreiche Saison. Er führte sein Team als zweitbestes der Western Conference in die Playoffs. Dort erreichte Paul nach Siegen über Titelverteidiger Los Angeles Lakers, die Denver Nuggets und die Los Angeles Clippers zum ersten Mal in seiner langen Karriere die NBA-Finals. Individuell glänzte er unter anderem als hervorragender Passgeber und wurde einmal mehr ins All-Star-Team berufen.
Im Spiel gegen die Los Angeles Lakers am 22. Oktober 2021 machte Paul seinen 20.000. Punkt und wurde damit zum ersten Spieler in der Geschichte der NBA, der dies in Kombination mit mehr als 10.000 Assists erreicht hat. Im letzten Spiel der ersten Runde der Playoffs gegen die New Orleans Pelicans stellte er mit 14 von 14 einen Rekord für die meisten getroffenen Feldwürfe ohne Fehlwurf in einem Playoffspiel auf.

### Golden State Warriors (2023 bis 2024)
Im Juli 2023 wurde Paul für ein Paket aus Jordan Poole, Patrick Baldwin Jr., Ryan Rollins und zwei Auswahlrechte zu den Golden State Warriors transferiert. Hier hat er hauptsächlich von der Bank aus gespielt, Paul startete nur 18 von 58 gespielten Spielen und legte im Schnitt 9,2 Punkte und 6,9 Assists auf. Die Warriors flogen in der Saison 2023/24 im Play-In gegen die Kings raus.

### San Antonio Spurs (2024 bis 2025)
Im Sommer 2024 wurde Paul von den Warriors aus seinem Vertrag entlassen. Anschließend hat er bei den San Antonio Spurs einen Einjahresvertrag in Höhe von 11 Millionen US-Dollar unterschrieben. Für die Spurs lief Paul in allen 82 Saisonspielen auf und erzielte 8,8 Punkte und 7,4 Assists.

### Los Angeles Clippers (seit 2025)
Nach Ablauf seines Vertrages in San Antonio stand ein Karriereende von Paul im Raum, doch er entschied sich für eine Rückkehr nach Los Angeles und einigte sich mit seinem ehemaligen Team Los Angeles Clippers auf einen Einjahresvertrag über 3,6 Mio. US-Dollar.

## Nationalmannschaft
Paul wurde mit der US-amerikanischen Nationalmannschaft 2008 und 2012 Olympiasieger. Bei der Weltmeisterschaft 2006 (7 Punkte, 4,9 Korbvorlagen/Spiel) wurde er mit der Auswahl Dritter. Bei Olympia 2008 erreichte er im Schnitt 8 Punkt und 4,1 Korbvorlagen je Spiel, 2012 waren es 8,2 Punkte und 5,1 Vorlagen pro Begegnung.

## Auszeichnungen
- 12 × NBA All-Star: 2008–2016, 2020–2022
- NBA All-Star MVP: 2013
- 11 × All NBA Team
  - 4 × All-NBA First Team: 2008, 2012–2014
  - 5 × All-NBA Second Team: 2009, 2015, 2016, 2020, 2021
  - 2 × All-NBA Third Team: 2011, 2022
- 9 × NBA All-Defensive Team
  - 7 × NBA All-Defensive First Team: 2009, 2012–2017
  - 2 × NBA All-Defensive Second Team: 2008, 2011
- NBA Rookie of the Year: 2005
- NBA All-Rookie First Team: 2005
- Kobe & Gigi Bryant WNBA Advocacy Award: 2022
- 5 × bester Assistgeber: 2008, 2009, 2014, 2015, 2022
- 6 × bester Balldieb: 2008, 2009, 2011–2014
- 3 × meiste Assists: 2008, 2009, 2015
- 5 × meiste Steals: 2008–2009, 2011–2013
- NBA 75th Anniversary Team

## Karriere-Statistiken

### NBA

#### Reguläre Saison
| Saison  | Team          | GP   | GS   | MPG  | FG % | 3P % | FT % | RPG | APG  | SPG | BPG | PPG  |
| ------- | ------------- | ---- | ---- | ---- | ---- | ---- | ---- | --- | ---- | --- | --- | ---- |
| 2005–06 | New Orleans   | 78   | 78   | 36.0 | .430 | .282 | .847 | 5.1 | 7.8  | 2.2 | 0.1 | 16.1 |
| 2006–07 | New Orleans   | 64   | 64   | 36.8 | .437 | .350 | .818 | 4.4 | 8.9  | 1.8 | 0.0 | 17.3 |
| 2007–08 | New Orleans   | 80   | 80   | 37.6 | .488 | .369 | .851 | 4.0 | 11.6 | 2.7 | 0.1 | 21.1 |
| 2008–09 | New Orleans   | 78   | 78   | 38.5 | .503 | .364 | .868 | 5.5 | 11.0 | 2.8 | 0.1 | 22.8 |
| 2009–10 | New Orleans   | 45   | 45   | 38.0 | .493 | .409 | .847 | 4.2 | 10.7 | 2.1 | 0.2 | 18.7 |
| 2010–11 | New Orleans   | 80   | 80   | 36.0 | .463 | .388 | .878 | 4.1 | 9.8  | 2.4 | 0.1 | 15.8 |
| 2011–12 | LA Clippers   | 60   | 60   | 36.4 | .478 | .371 | .861 | 3.6 | 9.1  | 2.5 | 0.1 | 19.8 |
| 2012–13 | LA Clippers   | 70   | 70   | 33.4 | .481 | .328 | .885 | 3.7 | 9.7  | 2.4 | 0.1 | 16.9 |
| 2013–14 | LA Clippers   | 62   | 62   | 35.0 | .467 | .368 | .855 | 4.3 | 10.7 | 2.5 | 0.1 | 19.1 |
| 2014–15 | LA Clippers   | 82   | 82   | 34.8 | .485 | .398 | .900 | 4.6 | 10.2 | 1.9 | 0.2 | 19.1 |
| 2015–16 | LA Clippers   | 74   | 74   | 32.7 | .462 | .371 | .896 | 4.2 | 10.0 | 2.1 | 0.2 | 19.5 |
| 2016–17 | LA Clippers   | 61   | 61   | 31.5 | .476 | .411 | .892 | 5.0 | 9.2  | 1.9 | 0.1 | 18.1 |
| 2017–18 | Houston       | 58   | 58   | 31.8 | .460 | .380 | .919 | 5.4 | 7.9  | 1.7 | 0.2 | 18.6 |
| 2018–19 | Houston       | 58   | 58   | 32.0 | .419 | .358 | .862 | 4.6 | 8.2  | 2.0 | 0.3 | 15.6 |
| 2019–20 | Oklahoma City | 70   | 70   | 31.5 | .489 | .365 | .907 | 5.0 | 6.7  | 1.6 | 0.2 | 17.6 |
| 2020–21 | Phoenix       | 70   | 70   | 31.4 | .499 | .395 | .934 | 4.5 | 8.9  | 1.4 | 0.3 | 16.4 |
| 2021–22 | Phoenix       | 65   | 65   | 32.9 | .493 | .317 | .837 | 4.4 | 10.8 | 1.9 | 0.3 | 14.7 |
| 2022–23 | Phoenix       | 59   | 59   | 32.0 | .440 | .375 | .831 | 4.3 | 8.9  | 1.5 | 0.4 | 13.9 |
| 2023–24 | Golden State  | 58   | 18   | 26.4 | .441 | .371 | .827 | 3.9 | 6.8  | 1.2 | 0.1 | 9.2  |
| Gesamt  | Gesamt        | 1272 | 1232 | 34.1 | .471 | .369 | .870 | 4.5 | 9.4  | 2.1 | 0.2 | 17.5 |

#### Play-offs
| Saison  | Team          | GP  | GS  | MPG  | FG % | 3P % | FT %  | RPG | APG  | SPG | BPG | PPG  |
| ------- | ------------- | --- | --- | ---- | ---- | ---- | ----- | --- | ---- | --- | --- | ---- |
| 2007–08 | New Orleans   | 12  | 12  | 40.5 | .502 | .238 | .785  | 4.9 | 11.3 | 2.3 | 0.2 | 24.1 |
| 2008–09 | New Orleans   | 5   | 5   | 40.2 | .411 | .313 | .857  | 4.4 | 10.4 | 1.6 | 0.0 | 16.6 |
| 2010–11 | New Orleans   | 6   | 6   | 41.5 | .545 | .474 | .796  | 6.7 | 11.5 | 1.8 | 0.0 | 22.0 |
| 2011–12 | LA Clippers   | 11  | 11  | 38.5 | .427 | .333 | .872  | 5.1 | 7.9  | 2.7 | 0.1 | 17.6 |
| 2012–13 | LA Clippers   | 6   | 6   | 37.3 | .533 | .316 | .892  | 4.0 | 6.3  | 1.8 | 0.0 | 22.8 |
| 2013–14 | LA Clippers   | 13  | 13  | 36.3 | .467 | .457 | .774  | 4.2 | 10.4 | 2.8 | 0.0 | 19.8 |
| 2014–15 | LA Clippers   | 12  | 12  | 37.1 | .503 | .415 | .941  | 4.4 | 8.8  | 1.8 | 0.3 | 22.1 |
| 2015–16 | LA Clippers   | 4   | 4   | 31.3 | .487 | .300 | 1.000 | 4.0 | 7.3  | 2.3 | 0.0 | 23.8 |
| 2016–17 | LA Clippers   | 7   | 7   | 37.2 | .496 | .368 | .879  | 5.0 | 9.9  | 1.7 | 0.1 | 25.3 |
| 2017–18 | Houston       | 15  | 15  | 34.5 | .459 | .374 | .830  | 5.9 | 5.8  | 2.0 | 0.3 | 21.1 |
| 2018–19 | Houston       | 11  | 11  | 36.1 | .446 | .270 | .844  | 6.4 | 5.5  | 2.2 | 0.6 | 17.0 |
| 2019–20 | Oklahoma City | 7   | 7   | 37.3 | .491 | .372 | .885  | 7.4 | 5.3  | 1.6 | 0.4 | 21.3 |
| 2020–21 | Phoenix       | 20  | 20  | 34.2 | .497 | .446 | .877  | 3.5 | 8.6  | 1.2 | 0.2 | 19.2 |
| 2021–22 | Phoenix       | 13  | 13  | 34.5 | .561 | .388 | .946  | 4.2 | 8.3  | 1.5 | 0.2 | 17.5 |
| 2022–23 | Phoenix       | 7   | 7   | 35.8 | .418 | .321 | .500  | 5.0 | 7.4  | 1.7 | 0.7 | 12.4 |
| Gesamt  | Gesamt        | 149 | 149 | 36.5 | .484 | .373 | .854  | 4.9 | 8.3  | 1.9 | 0.2 | 20.0 |